# Асініп
Асініп (рум. Asinip) — село у повіті Алба в Румунії. Входить до складу комуни Лопадя-Ноуе.
Село розташоване на відстані 269 км на північний захід від Бухареста, 34 км на північний схід від Алба-Юлії, 57 км на південний схід від Клуж-Напоки.

## Населення
За даними перепису населення 2002 року у селі проживали 156 осіб, з них 152 особи (97,4%) румунів. Рідною мовою 152 особи (97,4%) назвали румунську.